# Lilijana Istenič
Lilijana Istenič (Vorname oft als Lili abgekürzt; * 12. April 1931 in Ljubljana) ist eine slowenische Biologin.
Sie studierte an der Universität Ljubljana, wo sie 1962 im Fach Biologie promovierte. An der Universität Ljubljana ist sie seit 1956 zunächst als Forscherin, seit 1983 als ordentliche Professorin, tätig. Ihr Fachgebiet ist die funktionelle Morphologie.
Sie erforschte zunächst die für das Schwimmen relevanten Eigenschaften im Körperbau der Knorpelfische. Bekannt wurde sie vor allem durch die Erforschung des Grottenolms, dessen Hautpigmente, Geschmacksknospen und Ampullenorgane sie untersuchte.

## Werke
- (mit Boris Bulog): Some evidence for the ampullary organs in the European cave salamander, in: Cell and tissue research (ISSN 0302-766X), Heft 235.1984, S. 393–402

| Personendaten    | Personendaten                           |
| ---------------- | --------------------------------------- |
| NAME             | Istenič, Lilijana                       |
| ALTERNATIVNAMEN  | Istenič, Lili                           |
| KURZBESCHREIBUNG | jugoslawische bzw. slowenische Biologin |
| GEBURTSDATUM     | 12. April 1931                          |
| GEBURTSORT       | Ljubljana                               |